# Totemügerli
Ds Totemügerli (es bärndütsches Gschichtli) ist eine Kurzgeschichte des Schweizer Kabarettisten und Schriftstellers Franz Hohler. Sie besteht zum Teil aus erfundenen Wörtern, die wie das Berndeutsch klingen, in das sie eingebettet sind. Deshalb kann man sich beim Anhören eine komplette Geschichte vorstellen. Es handelt sich um ein Beispiel eines Gromolo, einer Erzählung in einer Kunst- oder Phantasiesprache. Die Geschichte entstand 1967 im Rahmen von Hohlers Kabarettprogramm Die Sparharfe.

## Wissenswertes
Das Wort agschnäggelet (wörtlich „angeschneckelt“ – im Sinne, wie eine Schnecke an jemanden herantreten würde: langsam und schleimig) wurde ins heutige Berndeutsch übernommen; die Bedeutung entspricht in etwa: „angeödet sein“ oder „sich belästigt fühlen“ bzw. „zuwider sein“, „keine Lust haben“.
Der Autor hat auch eine rätoromanische Version des «Gschichtli», Il malur da la fuorcla (1968) komponiert und kurz darauf sogar einen Entwurf auf Französisch. Roberta Gado (Üa sturiäll bärnìtali) und Camille Luscher (Le Mortifardet) haben eine lombardische bzw. französische Adaption des Originals für eine szenische Lesung zum vierzigjährigen Jubiläum der ch Reihe – Literatur aus der Schweiz in Übersetzung geschrieben und selber in Bern am 29. November 2014 in der Sprachchoreographie von Cyril Tissot vorgetragen.

## Ausgabe
Im Jahr 2022 erschien die Kurzgeschichte erstmals als eigenständiges Buch mit Illustrationen von Patrick Huber:
- Ds Totemügerli. Zytglogge, Basel 2022, ISBN 978-3-7296-5083-1.